# نظریه میانگین میدان

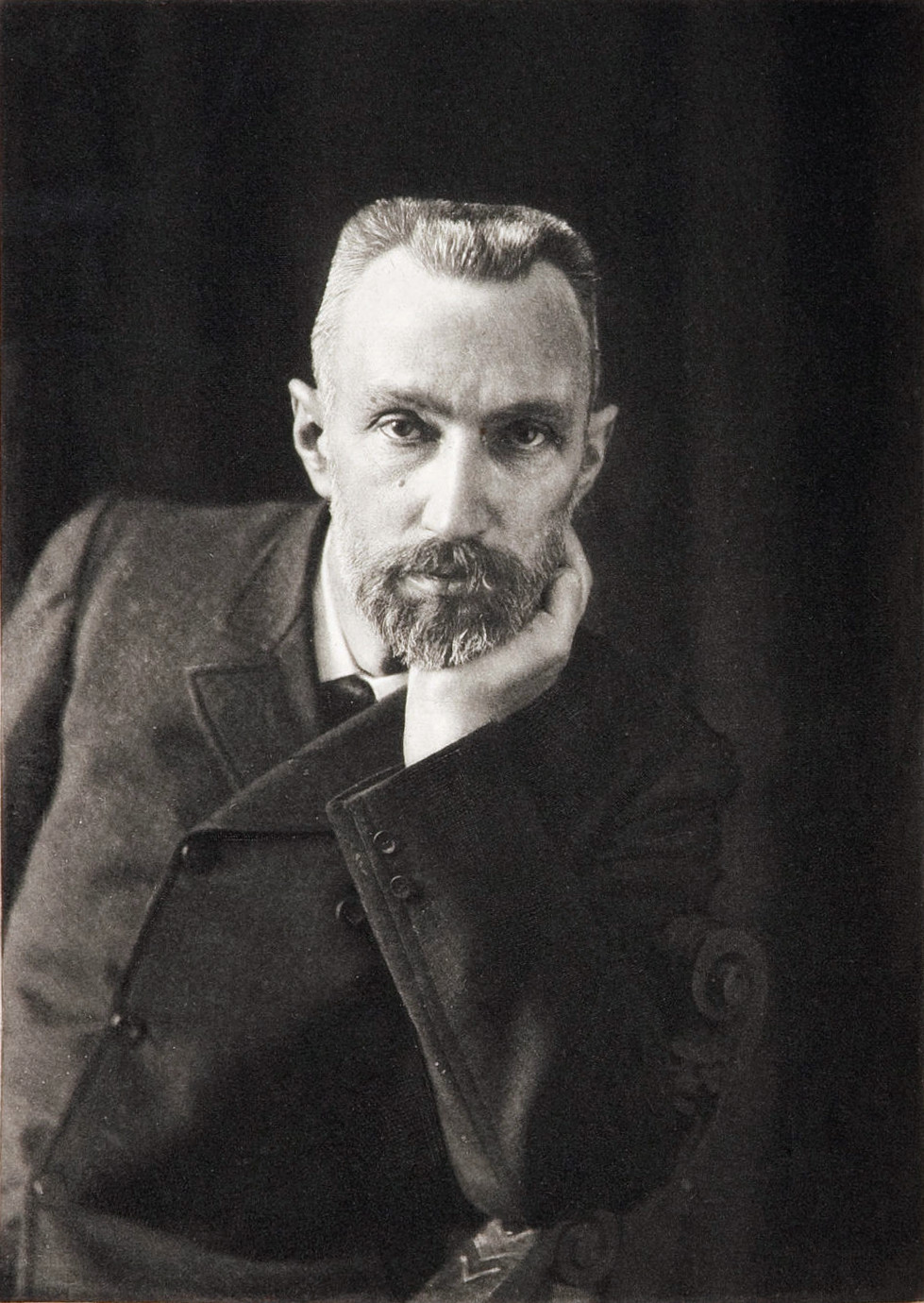
پیر کوری، سال ۱۹۰۶

در فیزیک و نظریه احتمالات، نظریه میانگین میدان رفتار مدل‌های بزرگ و پیچیده تصادفی را با مطالعه یک مدل ساده‌تر بررسی می‌کند. چنین مدل‌هایی تعداد بسیار زیادی از اجزای کوچک را که با یکدیگر در ارتباط هستند، در نظر گرفته، اثر همه اجزای دیگر بر روی هر یک از اجزا را به صورت یک اثر میانگین در نظر گرفته و یک مسئله بس‌ذره‌ای را به یک مسألهٔ تک‌ذره‌ای کاهش می‌دهد.
این ایده اولین بار در کارهای پیر کوری و پیر ویس برای توضیح گذار فازها دیده شد. رویکردهایی که از این ایده‌آلهام گرفته‌اند در حوزه‌هایی مانند مدل‌های اپیدمی، نظریه صف، عملکرد شبکه‌های کامپیوتری و نظریهٔ بازی‌ها کاربردهایی را نشان داده‌اند.
حل یک مسألهٔ بس-ذره‌ای با وجود کنش و واکنش بین اجزای آن به غیر از مواردی خاص (مثل مدل آیزینگ ۱ بعدی و نظریهٔ میدان تصادفی) بسیار دشوار است. یک مسألهٔ N ذره‌ای با انتخاب یک میدان خارجی مناسب به یک مسألهٔ ۱ ذره‌ای تبدیل خواهد شد. میدان خارجی جایگزین اثرات تمام اجزا بر یک ذرهٔ دلخواه می‌شود. دشواری اصلی (مثلاً هنگام محاسبهٔ تابع پارش سیستم) سر و کله زدن با جملات ترکیبی تولید شده توسط اثرات متقابل اجزا در هامیلتونی، هنگام جمع بر روی تمام حالات می‌باشد. هدف نظریهٔ میدان متوسط حل مشکل این جملات ترکیبی است. نظریه میدان متوسط تحت نام‌های زیادی شناخته می‌شود. تکنیک‌های مشابه شامل تقریب براگ-ویلیامز، مدل‌های لتیس بت، نظریه لاندائو، تقریب پییر-ویس، نظریه سولوشن فلوری-هیوگینز و نظریهٔ شجن-فلیر می‌شوند.
ایدهٔ اصلی نظریهٔ میدان متوسط این است که تمام اثرات بر یک ذره با یک اثر میانگین یا مؤثر، که برخی مواقع به آن میدان مولکولی نیز می‌گویند، جایگزین گردد. این رویکرد هر مسألهٔ بس-ذره‌ای را به شکل مؤثر به یک مسألهٔ تک-ذره‌ای تقلیل می‌دهد. سهولت حل مسائل میدان متوسط به این معنا است که برخی اطلاعات را دربارهٔ رفتار سیستم‌های مختلف می‌توان با هزینهٔ نسبتاً کمی به‌دست‌آورد.
در نظریهٔ میدان، هامیلتونی را می‌توان بر حسب مقدار افت و خیزها حول متوسط میدان بسط داد. با این دیدگاه، نظریه میدان متوسط را می‌توان بسط «مرتبه صفرم» افت و خیزهای هامیلتونی در نظر گرفت؛ و این یعنی سیستمی که نظریه میدان متوسط بر آن اعمال می‌شود افت و خیزی ندارد، که این با جایگذاری تمامی اثرات با یک میدان متوسط در تطابق است. به‌طور معمول، در مورد افت و خیزها، نظریهٔ میدان متوسط نقطهٔ شروع خوبی برای مطالعهٔ افت وخیزهای مرتبه اول و مرتبه دوم می‌باشد.
به‌طور کلی، بُعد عامل مهمی است برای تعیین کاربردپذیری نظریه میدان متوسط در یک مسألهٔ خاص. در نظریه میدان متوسط، یک اثر مؤثر جایگزین تعداد زیادی اثر و کنش می‌شود؛ و از این می‌توان نتیجه گرفت که اگر اجزای یک سیستم تعداد اثرات زیادی بر یکدیگر داشته باشند، نظریهٔ میدان متوسط نتیجهٔ دقیق‌تری خواهد داشت. مانند سیستم‌هایی با بعد بالا، وقتی هامیلتونی شامل اثرات بلندبرد نیز باشد. معیار گینزبورگ معیاری است که نشان می‌دهد چگونه افت و خیزها باعث می‌شوند میدان متوسط به یک تقریب بد تبدیل شود، که معمولاً به بعد فضایی سیستم مورد نظر مربوط می‌شود.
با وجود اینکه نظریهٔ میدان متوسط در حوزهٔ مکانیک آماری توسعه یافته است، اخیراً در حوزه‌های دیگری چون نظریهٔ مدل‌های گرافیکی، نوروساینس و هوش مصنوعی نیز کاربری‌هایی داشته است.

## رهیافت عمومی
بنیاد اصلی نظریهٔ میدان متوسط نامساوی بوگولیوبوف می‌باشد. این نامساوی اذعان دارد که انرژی آزاد یک سیستم با هامیلتونی
{\displaystyle {\mathcal {H}}={\mathcal {H}}_{0}+\Delta {\mathcal {H}}}
حد بالای زیر را دارا می‌باشد:
{\displaystyle F\leq F_{0}\ {\stackrel {\mathrm {def} }{=}}\ \langle {\mathcal {H}}\rangle _{0}-TS_{0}}
که در آن{\displaystyle S_{0}} آنتروپی بوده و متوسط روی آنسامبل‌های تعادلی سیستم مرجع با هامیلتونی {\displaystyle {\mathcal {H}}_{0}} گرفته شده است. در مثال خاصی که هامیلتونی مربوط به یک سیستم غیر برهم‌کنشی باشد، آن هامیلتونی به شکل زیر خواهد بود:
{\displaystyle {\mathcal {H}}_{0}=\sum _{i=1}^{N}h_{i}\left(\xi _{i}\right)}
که {\displaystyle \left(\xi _{i}\right)} نمایش‌دهندهٔ درجات آزادی تک تک اجزای تشکیل دهنده سیستم آماری (اتم‌ها، اسپین‌ها و غیره) می‌باشد، می‌توان با کمینه کردن سمت راست نامساوی حد بالای انرژی آزاد را دقیق‌تر کرد. سیستم مرجعی که این کمینه را به ما بدهد بهترین تقریب از سیستم اصلی با استفاده از درجات آزادی غیر وابسته خواهد بود که به نام تقریب میدان متوسط شناخته می‌شود.
برای حالت خیلی معمول که در آن هامیلتونی تنها شامل برهمکنش‌های دوتایی می‌باشد، مانند:
{\displaystyle {\mathcal {H}}=\sum _{(i,j)\in {\mathcal {P}}}V_{i,j}\left(\xi _{i},\xi _{j}\right)}
که {\displaystyle {\mathcal {P}}} مجموعه جفت‌هایی است که با یکدیگر برهمکنش دارند. {\displaystyle \operatorname {Tr} _{i}f(\xi _{i})} جمع تعمیم‌یافتهٔ مشاهده‌پذیر {\displaystyle f} بر روی درجات آزادی یک تک جزء سیستم می‌باشد (جمع برای مقادیر گسسته، انتگرال برای مقادیر پیوسته). تقریب انرژی آزاد به شکل زیر خواهد بود:
{\displaystyle {\begin{aligned}F_{0}={}&\operatorname {Tr} _{1,2,\ldots ,N}{\mathcal {H}}\left(\xi _{1},\xi _{2},\ldots ,\xi _{N}\right)P_{0}^{(N)}\left(\xi _{1},\xi _{2},\ldots ,\xi _{N}\right)\\&{}+kT\,\operatorname {Tr} _{1,2,\ldots ,N}P_{0}^{(N)}\left(\xi _{1},\xi _{2},\ldots ,\xi _{N}\right)\log P_{0}^{(N)}\left(\xi _{1},\xi _{2},\ldots ,\xi _{N}\right)\end{aligned}}}
که{\displaystyle P_{0}^{(N)}(\xi _{1},\xi _{2},...,\xi _{N})} احتمال یافتن سیستم مرجع در حالت مشخص شده با مقادیر {\displaystyle (\xi _{1},\xi _{2},...,\xi _{N})} می‌باشد. این احتمال با ضریب بولتزمن بهنجار شده داده می‌شود
{\displaystyle {\begin{aligned}P_{0}^{(N)}(\xi _{1},\xi _{2},\ldots ,\xi _{N})&{}={\frac {1}{Z_{0}^{(N)}}}e^{-\beta {\mathcal {H}}_{0}(\xi _{1},\xi _{2},\ldots ,\xi _{N})}\\&{}=\prod _{i=1}^{N}{\frac {1}{Z_{0}}}e^{-\beta h_{i}\left(\xi _{i}\right)}\ {\stackrel {\mathrm {def} }{=}}\ \prod _{i=1}^{N}P_{0}^{(i)}(\xi _{i})\end{aligned}}}
که {\displaystyle Z_{0}} تابع پارش می‌باشد؛ بنابراین
{\displaystyle {\begin{aligned}F_{0}={}&\sum _{(i,j)\in {\mathcal {P}}}\operatorname {Tr} _{i,j}V_{i,j}\left(\xi _{i},\xi _{j}\right)P_{0}^{(i)}(\xi _{i})P_{0}^{(j)}(\xi _{j})\\&{}+kT\sum _{i=1}^{N}\operatorname {Tr} _{i}P_{0}^{(i)}(\xi _{i})\log P_{0}^{(i)}(\xi _{i}).\end{aligned}}}
برای کمینه کردن نسبت به احتمال هر یک از درجات آزادی {\displaystyle P_{0}^{(i)}} و با استفاده از یک ضریب لاگرانژ مشتق می‌گیریم. نتیجهٔ نهایی یک سری معادلات خود سازگار خواهد بود.
{\displaystyle P_{0}^{(i)}(\xi _{i})={\frac {1}{Z_{0}}}e^{-\beta h_{i}^{MF}(\xi _{i})}\qquad i=1,2,\ldots ,N}
که میدان متوسط به این صورت خواهد بود:
{\displaystyle h_{i}^{MF}\left(\xi _{i}\right)=\sum _{\{j|(i,j)\in {\mathcal {P}}\}}\operatorname {Tr} _{j}V_{i,j}\left(\xi _{i},\xi _{j}\right)P_{0}^{(j)}\left(\xi _{j}\right).}

## کاربردها
نظریه میدان متوسط را می‌توان در حوزه‌های مختلفی برای بررسی گذار فازها به کار بست.
- بررسی مدل آیزینگ
- بررسی گذار فاز فلز-ابر رسانا
- تعیین خواص کشسانی مواد کامپوزیتی